# 弹簧管式压力表

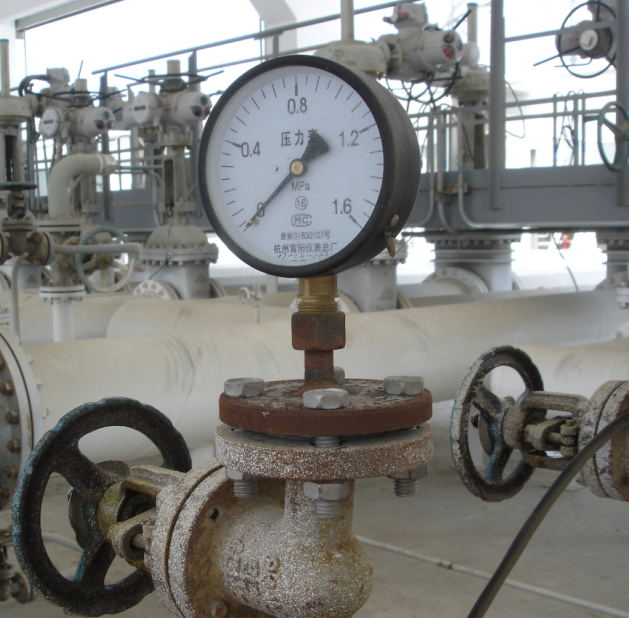
安装于输油管道上用于压力检测的弹簧管式压力表

弹簧管式压力表是压力表的一个重要类别，也是工业生产中最广泛被使用的压力表类型，其中尤以单圈弹簧结构应用最多，弹簧式压力表被广泛用于化工、冶金等工业生产领域，在油库等物流中转和生产作业的场所中，弹簧管式压力表是最常用的压力监测仪器。

## 基本概念
压强是许多生产过程中得重要参数，在生产过程中压强通称为“压力”，在某些场合下，如输油管道、受压容器等，压力监测是必不可少的，压力的的计算公式如下：
{\displaystyle P={\frac {F}{S}}}
式中：{\displaystyle F}为作用力，单位为牛顿（{\displaystyle N}）；{\displaystyle S}为受力面积，单位为平方米（{\displaystyle m^{2}}）。物质有固态、液态和气态这三种状态，其中液体和气体可通称为流体，加在液体上的压力会被流体均匀带到流体的各个点上，气体的弹力使得气体的压力与体积成反比关系（即：玻意耳定律），流体的压力会被流体传递到容器壁上。在工程技术中，可用以上这些等等性质对物体的压力进行测量，专门用于压力监测的仪表叫做压力检测仪表，通称为“压力表”。

## 原理和结构
弹簧管式压力表是利用流体产生的压力后通过弹簧的弹性传递，将压力通过弹簧固定端导致中心轴，在通过中心中上附有的指针的位移变化，指向相应的数据以此来表征压力的大小，作为压力和位移转换的核心部件的弹簧管被通入压力P后，由于椭圆形的界面在压力作用下趋向圆形，形变前后弧长相等。为了增大量程，可以采用多圈的弹簧管结构，工作原理和单圈的弹簧管相同。弹簧管的材料因被介质的性质、所测压力的高低等因素而有所不同，一般在20Mpa以下时采用磷铜；压力大于20MPa时，一般采用不锈钢或者合金钢。另外在测量时必须根据所测的介质进行相应的规避，例如：测氨介质时，必须采用不锈钢材料。

## 应用
弹簧管式压力表是工业生产中最常用的压力表类型，尤其在油库等场所最为常用，在使用之前必须经过选择与校验。压力表的安装正确与否直接影响到其使用的准确性和寿命，安装的位置应当避免弯头、分叉和死角等，导压管必须保证表面的平齐，并注意安装在易于观察和维修的位置。